# 蔡新榮
蔡新榮，SBS，JP（1951年1月6日—），香港機場管理局建築工程部執行總監，前土木工程拓展署署長。

## 簡歷
蔡新榮早年就讀皇仁書院，後入讀香港大學，於1978年加入香港政府，曾經負責策劃及執行多條主要幹線的工程，當中亦都包括青馬大橋及屯門新市鎮項目等等。2001年7月1日，蔡新榮獲得委任為太平紳士。2005年，蔡新榮擢升為土木工程拓展署署長，負責監督《中環填海計劃》及《灣仔填海計劃》、《啟德發展計劃》、西九文化區及各區的綠化總綱圖等事務，至2011年退休。同年，蔡新榮獲得頒授銀紫荊星章。
2012年，蔡新榮獲得機場管理局委任為建築工程部執行總監，領導建築工程部及參與《香港國際機場2030規劃大綱》等計劃工程。蔡新榮於同年10月24日履新，其領導的建築工程部將會確保上述工程能夠按照時間及在財政預算內進行，以及工程的安全及可持續發展事項。除了，《香港國際機場2030規劃大綱》中的三跑道系統項目，他亦會負責興建中場客運廊工程及《中場範圍發展計劃》等事務。